# Antiophlebia
Antiophlebia là một chi bướm đêm thuộc họ Noctuidae.

## Hình ảnh

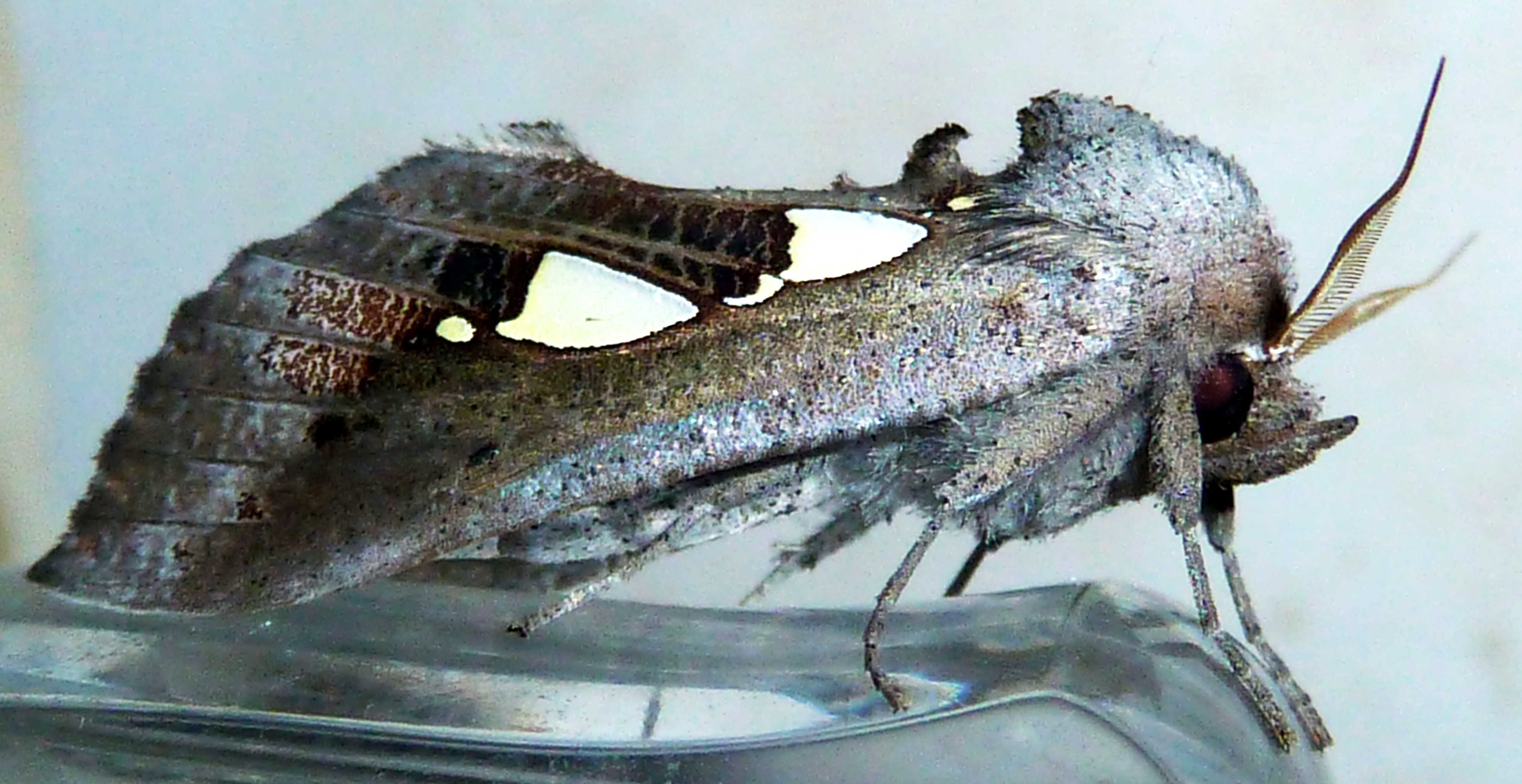
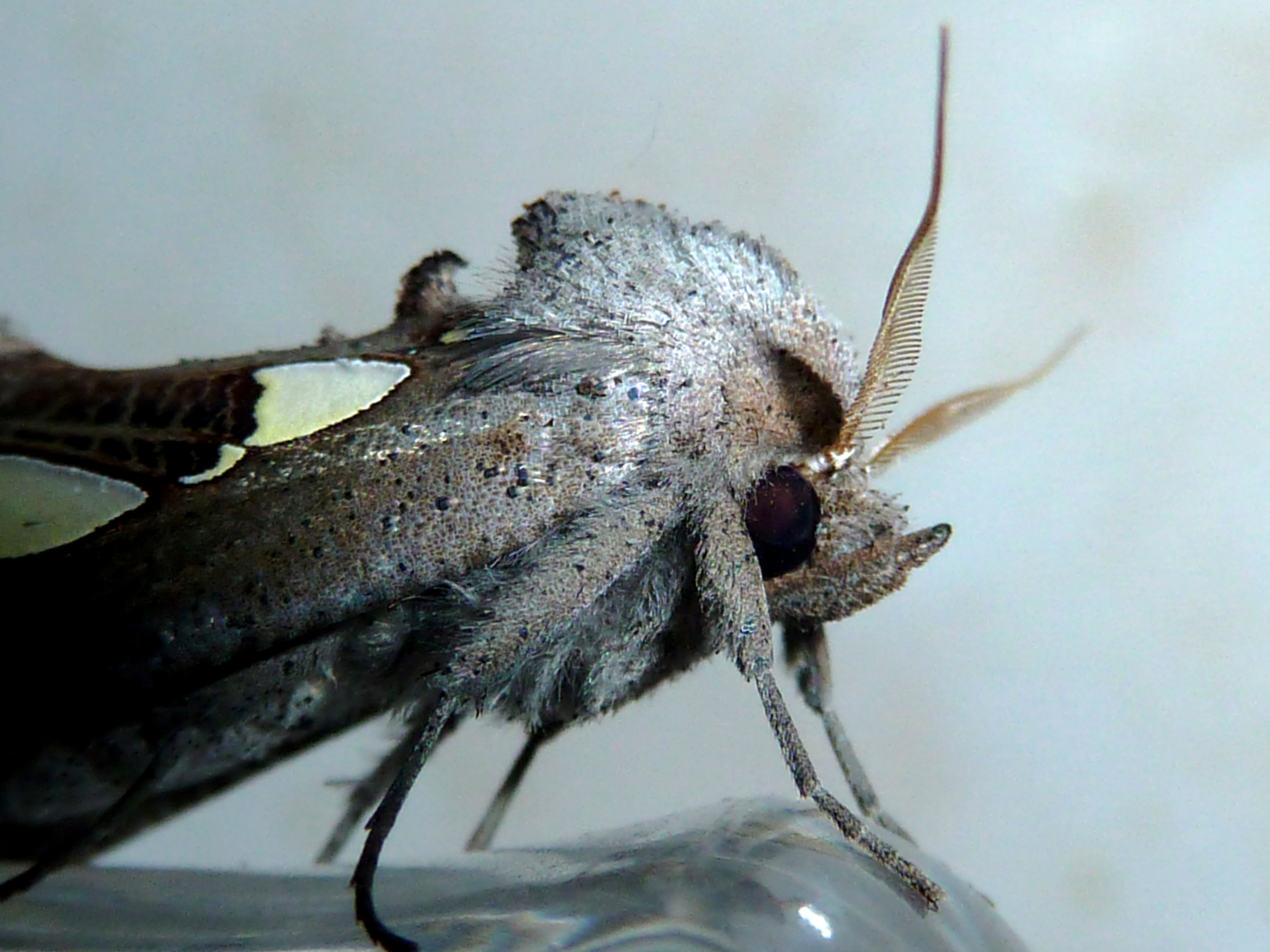
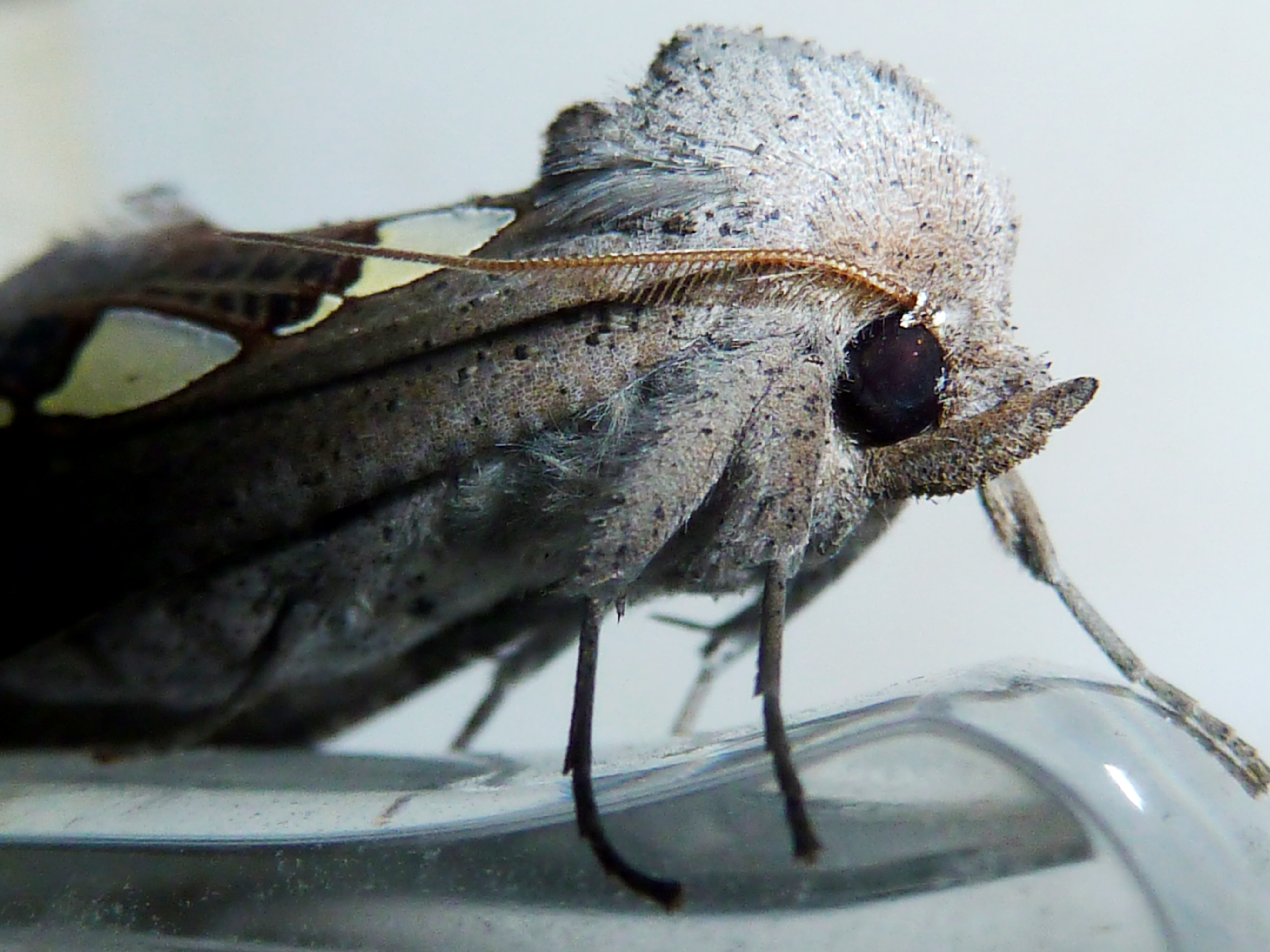